# Electric Light (James Bay)
Electric Light è il secondo album in studio del cantautore britannico James Bay, pubblicato il 18 maggio 2018.

## Tracce
1. Intro – 0:58
2. Wasted on Each Other – 3:58
3. Pink Lemonade – 4:14
4. Wild Love – 3:17
5. Us – 3:01
6. In My Head – 3:07
7. Interlude – 1:01
8. Just for Tonight – 3:37
9. Wanderlust – 4:16
10. I Found You – 5:06
11. Sugar Drunk High – 3:39
12. Stand Up – 4:59
13. Fade Out – 3:52
14. Slide – 3:21

Electric Light - Edizione esclusiva Target (tracce bonus)
1. Confirmation – 3:16
2. Young Hearts in the Dark – 3:17